# Снегирёв, Константин Владимирович
Константин Владимирович Снегирёв (24 мая 1871, Москва— 4 сентября 1934, там же) — русский врач-окулист, доктор медицины, профессор, коллежский секретарь, приват-доцент Московского университета. Персонаж из романа донского писателя Михаила Шолохова «Тихий Дон» (Книга первая. Часть третья. Глава XXI, XXIII).

## Биография
Родился Константин Владимирович 24 мая 1871 в Москве. Отец — Владимир Фёдорович Снегирёв, русский врач-гинеколог, основоположник научной гинекологии в России. Константин Владимирович Снегирёв — ординатор Алексеевской больницы (ныне Московский НИИ глазных болезней им. Гельмгольца), приват-доцент, профессор (с 1925 года) Московского университета, с 1902 года был врачом Московского Художественного театра имени М. Горького. Является автором двадцати пяти научных работ, принимал участие в основании «Русского офтальмологического журнала».
В 1914 году из-за болезни глаз девятилетний Михаил Шолохов был на лечении в Москве, в глазной клинике доктора К. В. Снегирева. В. В. Васильев об этом пишет: «Речь идёт о Константине Владимировиче, коллежском секретаре, приват-доценте, враче, сыне В. Ф. Снегирёва, основоположника научной гинекологии в России, державшем глазную клинику, которая носила название глазной лечебницы Снегирёва и находилась в Колпачном переулке («Вся Москва» на 1914 год. М., 1914). В названную лечебницу летом 1914 г. отец привез с Дона и будущего автора романа с болезнью глаз. Портрет Снегирёва в произведении — «Красивый, с подстриженной бородкой», — видимо, отражает впечатление, произведенное доктором на девятилетнего Шолохова».
Константин Владимирович Снегирёв — персонаж, реальное историческое лицо, изображённое в романе известного писателя Михаила Александровича Шолохова «Тихий Дон», доктор, хозяин глазной лечебницы в Москве: «...Приехали ночью. Тяжело раненных выносили на носилках; те, кто мог ходить без посторонней помощи, вышли после записи на перрон. Врач, сопровождавший поезд, вызвав по списку Григория и указывая сестре милосердия на него, сказал:
— Глазная лечебница доктора Снегирева! Колпачный переулок...», «К глазной лечебнице доктора Снегирева примыкал маленький садик. Таких неуютных стриженых садов много по окраинным переулкам Москвы, в них не отдыхает глаз от каменной тяжелой скуки города, и еще резче и больней вспоминается при взгляде на них дикое приволье леса. В больничном садике хозяйничала осень: крыла дорожки оранжевой бронзой листьев, утренними заморозками мяла цветы и водянистой зеленью наливала на газонах траву. В погожие дни по дорожкам гуляли больные, вслушиваясь в переливы церковных звонов богомольной Москвы. В ненастье (а в том году оно преобладало) слонялись из палаты в палату, лежали на койках, отмалчиваясь, прискучившие и самим себе и друг другу...».
Скончался Снегирёв Константин Владимирович 4 сентября 1934 года в Москве, похоронен на Введенском кладбище (5 уч.).